# Departamentul Atakora
Departamentul Atakora este o unitate administrativă de gradul I  a Beninului. Reședința sa este orașul Natitingou.